# Howell, Michigan

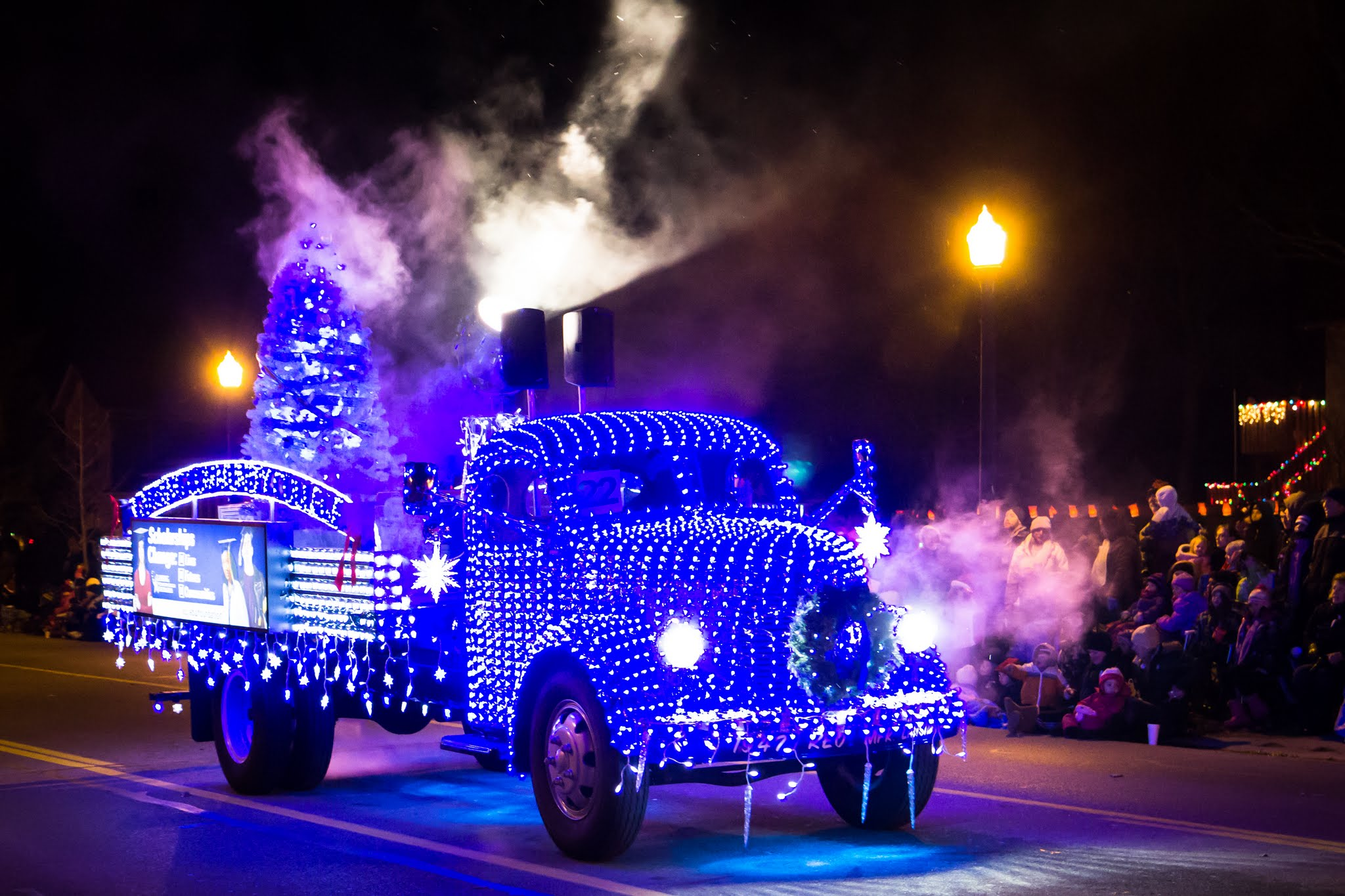
Vinnaren av 2012 års "Fantasy of Lights"

Howell är en stad i Livingston County, Michigan, USA. Staden hade enligt 2010 års folkräkning 9 489 invånare. 
Staden är plats för flera festivaler där framförallt Michigan Challenge Balloonfest som under slutet av juni varje år utspelar sig med aktiviteter som luftballongåkning, fyrverkerier och minifestivaler utmärker sig. Andra märkbara firanden är "Legend of Sleepy Howell" där man firar Halloween och "Fantasy of Lights" som är en känd ljusparad som går i slutet av november varje år. Dessa evenemang drar till sig 10 000-tals besökare varje år.

## Historia
Den första europeiska bosättningen i vad som idag är Howell kan dateras till år 1834 då ett flertal nybyggarfamiljer flyttade hit. Howell fick sitt namn 1836 efter stadens första postmästare vid namn Thomas Howell. Staden klassificerades som by 1863.
Under 1850-talet växte en sågverksindustri upp och staden kom att dominera industrin under de nästföljande decennierna. Efter att skogarna i området avverkats i takt med sågverksindustrins framväxt övergick man allt mer till mejeriindustrin, där Howell var en av de största uppfödarna av Holstein nötboskap i hela USA. 1914 fick Howell stadsprivilegier.

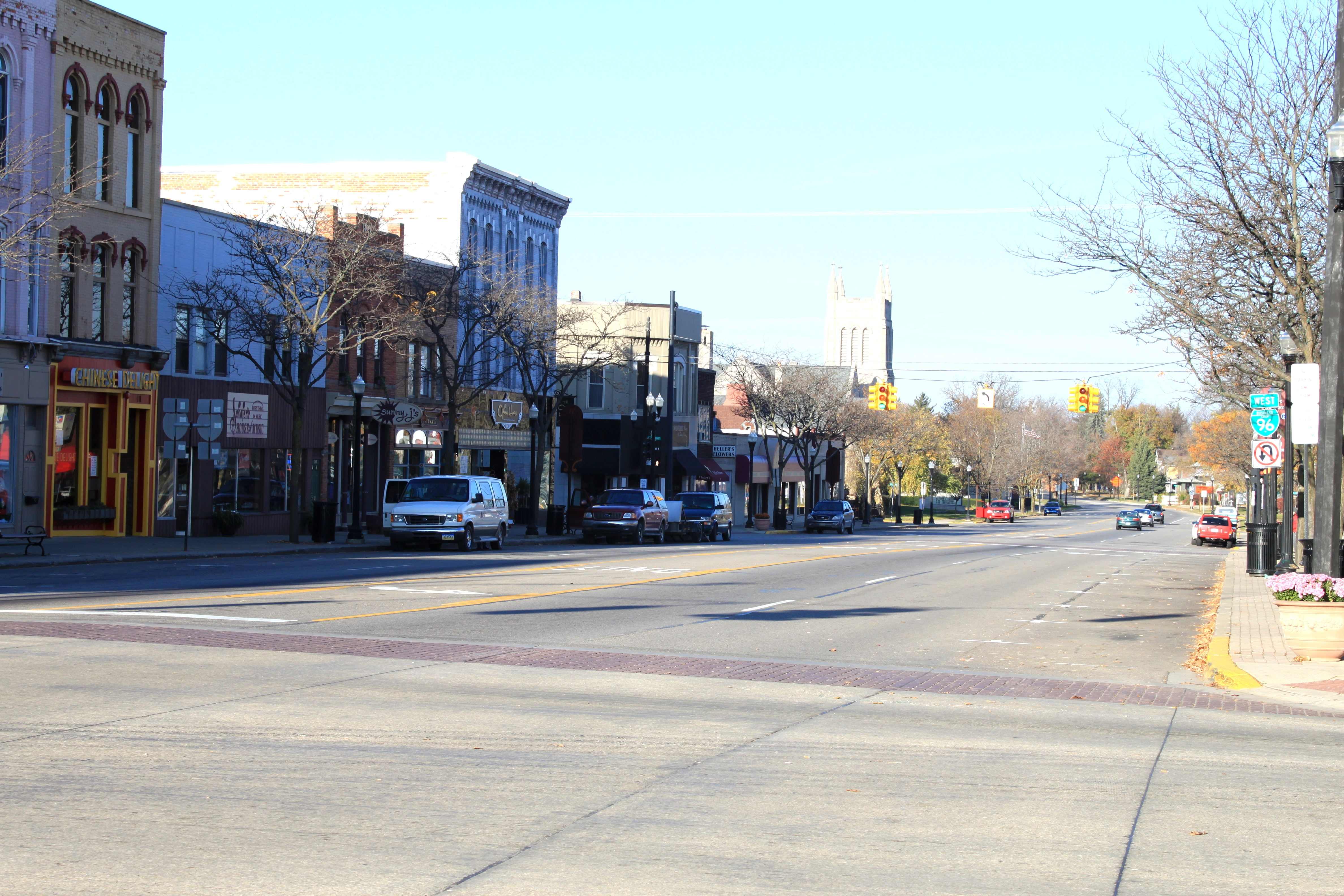
Centrala Howell

## Demografi
Enligt folkräkningen från år 2010 bodde det 9 489 personer på 4 028 hushåll i staden. Befolkningstätheten i staden var 777,1 personer per kvadratkilometer. Den etniska sammansättningen i staden var 94,8% vita, 0,4% svarta, 0,7% indianer, 1,1% asiater, 0,3% stillahavsöbor, 1,3% från annan etnicitet och 1,3% från två eller flera etniciteter. Latinamerikaner stod för 3,5% av befolkningen.  
Det fanns 4 028 hushåll i staden 2010, av vilka 30,4% hade ett eller flera barn under 18 år. 36,8% var gifta par boende gemensamt, 13,6& var en ensamstående kvinna, 5,1% var en ensamstående man och 44,5% var icke familjer. 36,6% av alla hushåll bestod av åtminstone en person med en ålder av 65 år eller äldre. Den genomsnittliga storleken på hushållet var 2,25 och den genomsnittliga storleken på familjehushåll var 2,97.

## Kända personer med koppling till Howell
- Andy Hilbert – Ishockeyspelare för New York Islanders
- T.J. Hensick – Ishockeyspelare för St. Louis Blues
- Heywood Banks – Komiker
- Mark Schauer – Före detta amerikansk kongressman
- Mike Rogers – Före detta amerikansk kongressman
- Donald Burgett - Veteran från andra världskriget
- Melissa Gilbert - Skådespelerska och författare
- Timothy Busfield - Skådespelare